# Christiaan Hendrik Persoon

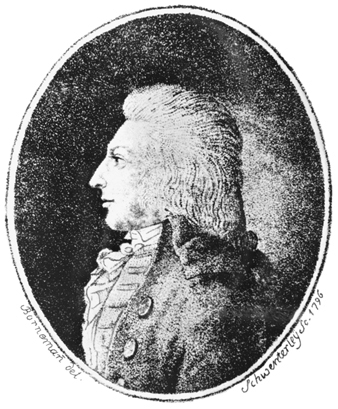
Christiaan Hendrik Persoon

Christiaan Hendrik Persoon (ur. 1 lutego 1761 w Kapsztadzie, zm. 16 listopada 1836 w Paryżu) – urodzony w Południowej Afryce mykolog, pierwszy z korektorów linneuszowskiej klasyfikacji systematycznej. Jest uznawany za pioniera taksonomii grzybów.
Jego ojciec Christian Daniel Persoon pochodził z Pomorza, matka Elizabeth Wilhelmina Groenwald, która zmarła kilka tygodni po jego narodzinach, była Holenderką. W wieku trzynastu lat wyjechał na naukę do Europy. Początkowo studiował teologię na Uniwersytecie w Halle, potem medycynę w Lejdzie i Getyndze. W 1799 roku otrzymał tytuł doktora w Akademii Nauk Przyrodniczych w Erlangen. W 1802 roku osiadł w Paryżu. Niewiele wiadomo o jego życiu; prawdopodobnie nie ożenił się, i nie był nigdzie zatrudniony na stałe. Mieszkając w Paryżu pracował jako lekarz, spędzając dni w ciasnym pokoju na szóstym piętrze w biednej części miasta. Zgromadził dużą bibliotekę i zielnik roślin i eksykatów grzybów. Trudności finansowe zmusiły go do oddania królowi Niderlandów zebranych przez siebie zbiorów w zamian za stałą pensję.
W 1815 roku został wybrany do Królewskiej Szwedzkiej Akademii Nauk. Był także członkiem Akademii Nauk w Turynie, Towarzystwa Przyrodników w Berlinie i Towarzystwo Linneusza w Filadelfii.

## Praca naukowa
Korespondował z wieloma botanikami swoich czasów (wówczas grzyby zaliczano do roślin i zajmowali się nimi botanicy). W latach 1805–1807 opublikował Synopsis plantarum, popularną pracę opisującą 20 000 gatunków i wszystkie rodzaje wówczas znanych roślin. Ale główny punkt jego zainteresowania stanowiły grzyby. W 1801 r. opublikował dwutomowe dzieło Synopsis methodica fungorum. Jest ono punktem wyjścia do klasyfikacji takich grup grzybów, jak Uredinales, Ustilaginales i Gasteromycetes. Publikacje Persoona stworzyły fundament, na którym oparł się Elias Fries, a później inni mykolodzy.
Jako pierwszy opisał bardzo liczne gatunki grzybów, jest także autorem nazw wielu wyższych taksonów. Od tego czasu jednak w taksonomii grzybów zmieniło się bardzo wiele i większość z opisanych przez niego taksonów obecnie ma inną nazwę naukową, ale skrót jego nazwiska (Pers.), jako pierwszego autora, nadal przy nich istnieje. Na jego cześć nazwano czasopismo mykologiczne Persoonia i rodzaj rośliny Persoonia.

## Wybrane prace
- Observationes mycologicae (1795–1799)
- Synopsis methodica Fungorum (1801)
- Synopsis plantarum (1805–1807)
- Mycologia Europaea (1822–1828)